# FIAT Torino (pallacanestro femminile)
La FIAT Torino, dal 1967 Sisport Fiat, è una società di pallacanestro femminile italiana di Torino e fa parte della polisportiva Sisport. Nella sua storia ha conquistato cinque scudetti (1962, 1963, 1964, 1979, 1980) e una Coppa dei Campioni d'Europa.
Da 1983 ha abbandonato le serie maggiori e si dedica alla attività giovanile.

## Cronistoria
| Cronistoria del FIAT Torino |
| --- |
| - 1939-40 - Serie B - 1940-41 - Serie B - 1941-42 - 2º nel Secondo Girone di Serie B. - 1945-46 - in Serie A, girone B; eliminata - 1951-1952 · nel Girone B di Serie B. - 1952-1953 · - 1953-1954 · 1ª nel Girone B di Serie B, 3ª nel Girone finale. - 1954-1955 · - 1955-56 - 5° in Serie A - 1956-57 - 5° in Serie A - 1957-58 - 3° in Serie A - 1958-59 - 4° in Serie A - 1959-60 - 5° in Serie A - 1960-61 - 1° in Serie A, girone B; 2º nel girone finale - 1961-62 - Campione d'Italia - 1° in Serie A, girone B; 1º nel girone A (seconda fase); vince le finali con l'A.P. Udinese - 1962-63 - Campione d'Italia - 1963-64 - Campione d'Italia - 1964-65 - 2° in Serie A, dopo aver perso lo spareggio scudetto con il Portorico Vicenza - 1965-66 - 3° in Serie A - 1966-67 - 2° in Serie A, dopo aver perso lo spareggio scudetto con il Recoaro Vicenza - 1967-68 - 5° in Serie A - 1968-69 - 5° in Serie A - 1969-70 - 7° in Serie A - 1970-71 - 8° in Serie A - 1971-72 - 6° in Serie A - 1972-73 - 9° in Serie A - 1973-74 - 8° in Serie A, dopo aver vinto gli spareggi salvezza con Ignis Varese, CUS Cagliari e GBC Sesto San Giovanni - 1974-75 - 5° in Serie A - 1975-76 - 5° in Serie A - 1976 - La società assume la denominazione di Sisport Fiat. - 1976-77 - 2° in Serie A, girone A (come Teksid); 5° nella Poule scudetto - 1977-78 - 1° in Serie A, girone A (come Teksid); 2° nella Poule scudetto Quarti di finale di Coppa Ronchetti. - 1978-79 - Campione d'Italia (come Teksid) - 1° in Serie A, girone B; 1° nella Poule scudetto Semifinalista di Coppa Ronchetti. - 1979-80 - Campione d'Italia (come Fiat) - 1° in Serie A, girone A; 1° nella Poule scudetto. Vince la Coppa dei Campioni d'Europa - 1980-81 - 4° in Serie A1, girone A (come Accorsi); 4° nella Poule scudetto - 1981-82 - 1° in Serie A1, girone A (come Accorsi); 1° nella Poule finale; perde le finali dei play-off con lo Zolu Vicenza - 1982-83 - 8° in Serie A1, girone A (come Accorsi); 7° nella Poule recupero; retrocesso in Serie A2 Al termine della stagione, cessa l'attività maggiore, dedicandosi solo a quella giovanile. |

La cestista Silvana Grisotto, campionessa d'Italia con la Fiat Torino tra il 1961 e il 1964.

## Palmarès
- Campionato italiano: 5

1962, 1963, 1964, 1979, 1980
- Coppa dei Campioni: 1

1980